# Tiia Peltonen
Tiia Peltonen (født 8. juni 1995) er kvindelig finsk fodboldspiller, der spiller forsvar for danske FC Nordsjælland i Gjensidige Kvindeligaen og Finlands kvindefodboldlandshold.
Hun fik debut på det finske A-landshold i forbindelse med europæiske kvalifikation for VM i fodbold for kvinder 2019 i Frankrig.
Peltonen skiftede i februar 2021, til danske FC Nordsjælland, sammen med amerikanske Ashley Riefner.